# Willem van Zadelhoff
Willem van Zadelhoff (Arnhem, 2 februari 1958) is een Nederlands schrijver.
Van Zadelhoff volgde de docentenopleiding van de Arnhemse Toneelschool, waar hij in 1982 afstudeerde. Hij werkte vervolgens onder meer in een galerie, in het theater en als tekstschrijver voor televisie.
In zijn debuutroman Een stoel (2003) komen de Bauhaus-architecten Marcel Breuer en Mart Stam naar Arnhem. Met Holle haven (2006) haalde hij de longlist van de Libris literatuurprijs 2007. Ga niet weg, is verschenen in de herfst van 2010.
Voor zijn dichtbundel Tijd en landen werd hem de Herman de Coninckprijs 2009 voor het beste poëziedebuut toegekend.
Van Zadelhoff woont sinds 1993 in Antwerpen. Voor het Vlaamse dagblad De Standaard was hij recensent Duitse literatuur. Hij is docent prozaschrijven aan de Schrijversacademie, Antwerpen.

## Werk
- Een stoel (2003) (roman)
- Holle haven (2006) (roman) Longlist Libris Literatuurprijs
- Tijd en landen (2008) (poëzie) Herman de Coninckprijs Beste Debuut
- Vuur stelen (2008) (roman)
- Ga niet weg (2010) (roman)
- Het ei van Fabergé (2014) (poëzie)
- De nachten van Hofman (2015) (roman) Longlist ECI Literatuurprijs
- Een graf in de wolken (2019) (roman)
- Al mijn kappers (2020) (poëzie)